# Alcis bilineata
Alcis bilineata là một loài bướm đêm trong họ Geometridae.